# N48 (België)
De N48 is een gewestweg in de Belgische provincies Oost-Vlaanderen en Henegouwen. De weg met een lengte van 36 km loopt van Brakel over Ronse tot Doornik.
De weg vertrekt in Brakel in de Vlaamse Ardennen aan de N8 en loopt daarna in westelijke richting langs de taalgrens en de Hoppeberg naar de stad Ronse. Sinds 2022 wordt de Ronsesestraat tussen Brakel en de taalgrens heraangelegd door het Agentschap Wegen en Verkeer, met nieuw asfalt, afgescheiden fietspaden, faunapassages en gescheiden rioleringen . Verderop langs het traject ligt in de gemeente Vloesberg het gehuchtje D'Hoppe. Voorbij Ronse loopt de weg in zuidwestelijke richting naar de stad Doornik. Vlak voor Doornik kruist de weg de A8 op de verkeerswisselaar van Doornik, waar de snelwegen A8 en A16 samenkomen. In dit knooppuntcomplex is ook afrit 33 naar de N48 verwerkt. In Doornik eindigt de weg op de stadsring R52, vlak bij de N7.
Het stuk van de route tussen Ronse en Brakel heeft een relatief recht tracé en vormde een onderdeel van de steenweg Ronse-Ninove. Deze weg dateert uit de periode 1845-1846. Oostwaarts van Brakel vormt die steenweg tegenwoordig een onderdeel van de N8. De weg die in zuidwestelijke richting Ronse verlaat zou in 1836 rechtgetrokken en geplaveid zijn.

## Straatnamen
De N48 draagt verschillende straatnamen:

Brakel
- Ronsesestraat

Vloesberg (Flobecq)
- D'Hoppe (La Houppe)

Elzele (Ellezelles)
- Chaussée de Ninove

Ronse
- Ninoofsesteenweg
- Ninovestraat
- Engelsenlaan
- Doorniksesteenweg

Frasnes-lez-Anvaing
- Chaussée de Tournai

Mont-de-l'Enclus
- Route Provinciale

Celles
- Chaussée de Renaix

Doornik (Tournai)
- Route Provinciale
- Chaussée de Renaix

## Bezienswaardigheden
Langs het traject bevinden zich verschillende monumenten en sites:
- De Kapel Onze Lieve Vrouw van Lourdes van de Paters Monfortanen en de lourdesgrot in D'Hoppe, een gehuchtje van Vloesberg
- De Molen van Tribury, een windmolen in Ronse
- Villa Carpentier, een beschermd landhuis in art-nouveaustijl in Ronse. Het gebouw is beschermd als monument, het omliggend park als dorpsgezicht.
- De Eglise Saint-Nicolas van Wattripont
- Het Château d'Archimont in Celles
- De Eglise du Sacré-Cœur in Doornik

## N48b
De N48b is een verbindingsweg in het noorden van de plaats Ronse. De 1,5 kilometer lange verbindt de N57 met de N48 en met de N60b via de Verlorenstraat, Veemarkt, Bruul, Stefaan-Modest Glorieuxlaan en Broeke. Deze route is ook bedoeld voor het doorgaande zware verkeer op de N48.

## N48c
De N48c is een aftakking van de N48 aan de westkant van Ronse. De 850 meter lange weg gaat over de Doorniksesteenweg, waarbij de N48 zelf afslaat en over de Engelsenlaan gaat. Door de opzet van het kruispunt met de Engelsenlaan en de inrichting van de Doorniksesteenweg wordt de N48c meer gebruikt voor het doorgaande verkeer.